# Tommaso Gasparo Fortunato Barsotti
Tommaso Gasparo Fortunato Barsotti (Florència, 4 de setembre de 1786 – Marsella, després de 1868) fou un organista, pianista i compositor toscà.
El 1809 fou cridat per la reina d'Etrúria (Toscana), que llavors residia a Compiègne (França) per a convertir-se en professor de piano i cant de ella i els seus fills, quan Napoleó li assignà la seva residència a Roma, es convertí en organista i mestre de capella de la catedral de Niça, el 1815 s'establí a Marsella, on fundà una escola de cant per a dones i era professor de música en el col·legi Reial, 1821-1852 fundà i dirigí un conservatori de música a Marsella, el 1828 va publicar Methode de musique una l'usage de l'École gratuite de Marseille.
A més publicà: 
- Domine salvum fac regem, a tres veus amb cor i orquestra;
- Missa a tres veus amb cor i orquestra;
- Sis nocturns a dues veus;
- L'air des Tyroliens, ariacions per a piano amb acompanyament de violí i baix;
- Aire varie en Fa, amb acompanyament de violí i baix;
- Palpili Di tanti, variacions per a piano;
- Les Folies d'Espagne, variacions per a piano.